# 경성여객
경성여객자동차(慶城旅客自動車)는 서울특별시 중랑구 용마산로 380 (면목동)에 위치한 서울특별시의 시내버스 운송 업체이다. 계열사로는 성북구의 시내버스 회사인 도원교통이 있다.

## 연혁

### 1970년대~1980년대
- 1970년 10월 1일: 서울승합 경양지점(홍릉영업소)을 분리독립시켜 설립 도시형버스 131번 (망원동 ~ 종로5가)과 도시형버스 132번 (망원동 ~ 중곡동) 노선 운행 개시.
- 1979년: 좌석버스 24번 (면목동 ~ 미도파) 노선을 개통하였다.
- 1982년: 좌석버스 24번 (면목동 ~ 미도파) 노선을 아진교통에 매각하였다.
- 1984년 2월 12일: 송파지구 입주로 인해 대중교통 확보정책에 의거 도시형버스 132-1번(1기노선) (송파동 ~ 동대문) 노선을 개통하였다.[1]
- 1986년: 도시형버스 822번 (상봉터미널 ~ 청량리역) 노선을 개통하였다.[2]

### 1990년대~2004년 서울특별시 버스 개편이전
- 1991년 4월 25일: 도시형버스 131번 (면목동 ~ 망원동) 노선과 동일한 좌석버스 131번 (면목동 ~ 망원동)  노선을 개통하였다.
- 1991년 5월 1일: 도시형버스 822번 (상봉터미널 ~ 청량리역) 노선을 폐선하였다.
- 1991년: 도시형버스 132번 (중곡동 ~ 망원동) 노선을 도시형버스 132번  (중곡동 ~ 종로1가) 노선과 도시형버스 132-1번(2기노선) (망원동 ~ 종로1가) 2개의 노선으로 분할운행을 개시하였다.
- 1993년 8월 10일: 도시형버스 131번 (면목동 ~ 망원동)노선의 단축노선으로 도시형버스 131-1번 (면목동 ~ 신설동)노선을 개통하였다. 도시형버스 132번 (중곡동 ~ 종로5가) 노선을 신설동으로 도시형버스 132-1번(2기노선) (망원동 ~ 종로1가) 노선을 서대문으로 단축하였다.[3]
- 1997년: 좌석버스 131번 (면목동 - 망원동) 노선을 폐선하고 도시형버스 131번 (면목동 ~ 망원동) 노선에 통합하였다.
- 2002년 1월: 도시형버스 131-1번 (면목동 ~ 신설동) 노선을 폐선하였다.

### 2004년 서울특별시 버스 개편이후
- 2004년 7월 1일: 2004년 서울특별시 버스 개편으로 지선버스 3개/간선버스 1개 노선으로 운행하기 시작하였다.
- 2005년: 지선버스 2311번이 수요 저조로 폐선되었다.
- 2010년 2월: 서울특별시 성북구 정릉동 소재 도원교통에 인수
- 2010년 8월 21일: 지선버스 2219번을 계열사인 도원교통에서 단독운행 중인 1213번에 통합하면서 1213번을 본 업체와 도원교통이 공동배차를 개시하였다.
- 2013년 9월 13일: 심야버스 N62번 개통 (계열사인 도원교통과 공동배차)
- 2015년 2월 27일: 지선버스 2013번 일부구간이 변경되었다.[4]
- 2020년 3월 20일: 간선버스 271번에서 271A번과 271B번 노선으로 분리되었다.
- 2021년 3월 27일: 271A/B번이 271번으로 환원

## 운행 노선
2023년 5월 13일 기준이다.
| 운행노선 | 운행구간 | 운행구간 | 운행구간                  | 배차간격 (분) | 인가 대수 | 비고 |
| -------- | -------- | -------- | ------------------------- | ------------- | --------- | --- |
| 271번    | 면목8동  | ↔        | 상암동 (월드컵파크 9단지) | 4~20          | 44        | 131번 연장, 2020년 3월 20일 271번에서 분리하여 271A번으로 번호 변경, 2021년 3월 27일 271B번과 통합하여 번호가 271번으로 환원 |
| 1213번   | 면목8동  | ↔        | 국민대학교                | 8~15          | 11        | 구 522-2번 변경. 2219번과 노선 통합. 도원교통과 공동배차로 운행한다.                                                         |
| 2013번   | 면목8동  | ↔        | 청계9가                   | 5~11          | 12        | 2004년 7월 1일 신설 |
| N62번    | 면목8동  | ↔        | 양천공영차고지            | 40분, 6회     | 6         | 도원교통과 공동배차로 운행한다.                                                                                              |

## 미운행 노선

#### 간선버스
- ● 271A번: 면목8동 ↔ 상암동 (구 271번)《2021년 3월 27일 271B번과 통합으로 다시 271번으로 환원》
- ● 271B번: 면목8동 ↔ 국회의사당 《2021년 3월 27일 271A번과 통합으로 폐선》

#### 지선버스
- ● 2219번: 면목8동 ↔ 신설동 (구 132번)《2010년 8월 21일 1213번에 통폐합》
- ● 2311번: 면목8동 ↔ 배명중, 고 (신설노선)《2005년 8월 1일 폐선, 현 북부운수 2311번과는 무관》

#### 맞춤버스
- ● 8220번: 면목8동 ↔ 청량리역

## 보유 차종

#### 하이거 버스
- 하이거 하이퍼스

#### 현대자동차
- 현대 뉴 슈퍼 에어로시티
- 현대 저상 뉴 슈퍼 에어로시티
- 현대 일렉시티

## 같이 보기
- 도원교통

## 갤러리

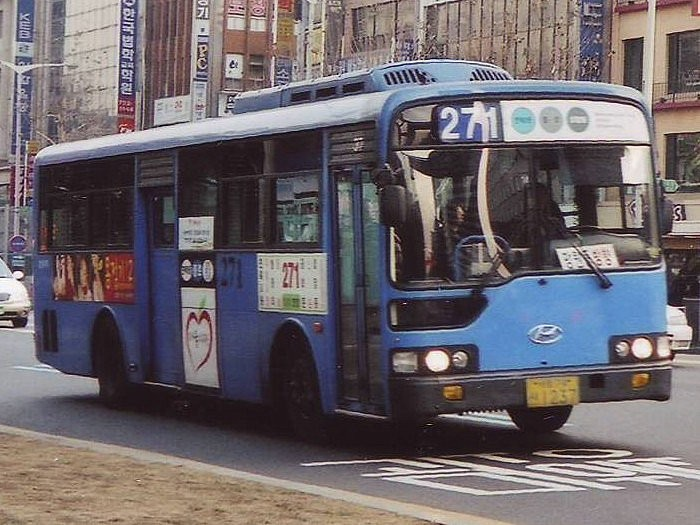
서울시내버스 271번